# Su-31
Su-31 (ros. Су-31) – radziecki samolot akrobacyjny zaprojektowany w biurze konstrukcyjnym im. P. Suchoja. 
Samolot powstał jako modyfikacja samolotu Su-26M i przejściowej wersji Su-26MX. W konstrukcji samolotu wykorzystano więcej włókien węglowych, co przyczyniło się do znacznej redukcji masy. Zmieniono kształt kabiny oraz ogon samolotu. Przednie podwozie samolotu nieznacznie przesunięto do przodu. 

## Konstrukcja
Samolot Su-31 to jednomiejscowy samolot akrobacyjny o konstrukcji kompozytowej. Zbudowany jest w układzie wolnonośnego średniopłata, z wolnonośnym usterzeniem oraz resorowymi goleniami stałego podwozia przedniego. Śmigło trójramienne o średnicy 2,4 m.

## Wersje
Su-31M – samolot wyposażony w fotel wyrzucany